# イーペイメント
株式会社イーペイメントは、2009年に設立された決済代行会社である。クレジットカード・電子マネー・銀行振込・銀行口座振替・コンビニ決済・代引き決済・物流・倉庫管理などの決済代行サービスを営んでいた。

## 略歴
- 2009年1月 株式会社イーペイメントを設立
- 2010年5月 JIS Q 15001：2006準拠　プライバシーマークを取得
- 2010年9月 本社を文京区湯島から港区六本木に移転
- 2011年7月 資本金を6000万円に増資
- 2011年10月 情報セキュリティマネジメントシステム（ISMS）に関する国際規格「JIS Q 27001:2006(ISO/IEC27001:2005)」の準拠証明を取得
- 2011年11月 国際セキュリティ基準「PCI DSS (Payment Card Industry Data Security Standard) Ver2.0」の準拠証明を取得
- 2012年2月 決済サービスにおけるセキュリティ・プライバシー推進協議会（SPCP）に加盟
- 2012年2月 E-Commerce Asia Associationに加盟
- 2016年3月3日 株式会社ウィングルに商号変更（2016年3月11日　東京都港区海岸二丁目６番３０号に本店移転）
- 2016年12月15日 東京地方裁判所の破産手続開始
- 2017年9月28日東京地方裁判所の破産手続終結